# Paris sera toujours Paris
Paris sera toujours Paris – piosenka w 1939 roku zaśpiewana przez francuskiego aktora i artystę kabaretowego, Maurice'a Chevaliera. Powstała w 1934 r. jako kompozycja polskiego Żyda Kazimierza Oberfelda do słów francuskiego librecisty Alberta Willemetza. Tekst piosenki zamieszczono premierowo w przeglądzie Amours de Paris. Własną interpretację tego utworu wykonała w 2014 r. francuska piosenkarka Zaz.

## Maurice Chevalier
Piosenka znalazła się na podwójnym singlu analogowym 78-obrotowym Arthur / Paris sera toujours Paris wydanym w 1939 r. przez La Voix de son Maître (numer katalogowy - K-8415).

## Zaz
Pierwszy singel, który promuje trzecią płytę piosenkarki - Paris.

### Notowania
- Lista Przebojów Radia Merkury: 1[5]
- Lista przebojów z charakterem RDC: 21[6]
- Lista Przebojów Trójki: 26[7]
- Złota Trzydziestka Radia Koszalin: 30[8]

### Teledysk
Został opublikowany w serwisie YouTube 15 września 2014. Obraz wyreżyserował Christian Volckman, a autorem zdjęć jest Reynald Capurro.